# Elacatinus pallens
Elacatinus pallens es una especie de peces de la familia de los Gobiidae en el orden de los Perciformes.

## Morfología
Los machos pueden llegar a alcanzar los 1,9 cm de longitud total.

## Distribución geográfica
Se encuentra desde las Bahamas hasta el norte de Sudamérica, incluyendo el Caribe.

## Observaciones
Es inofensivo para los humanos.